# Grüner Veltliner

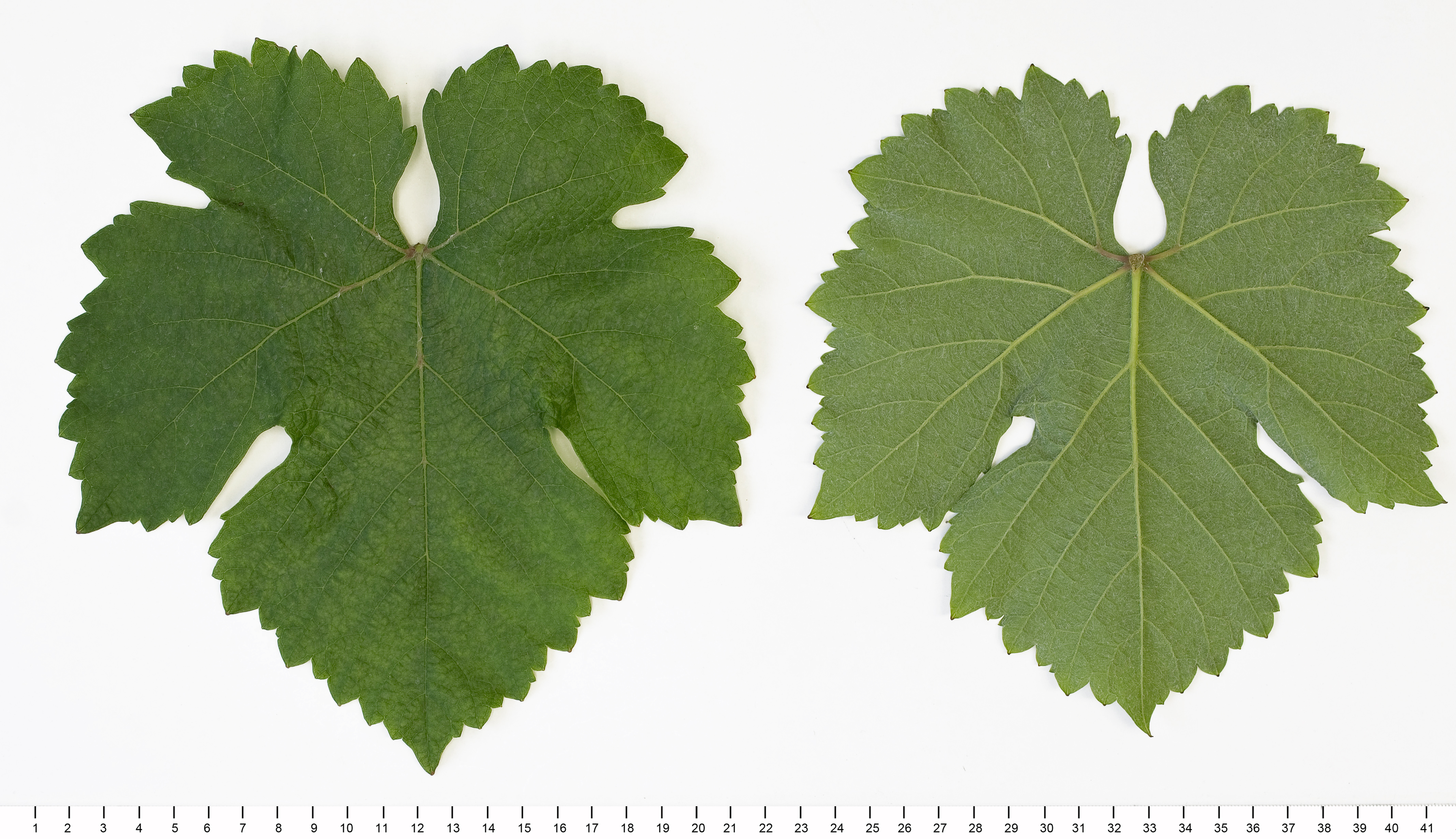
Ein Blatt der Rebsorte Grüner Veltliner

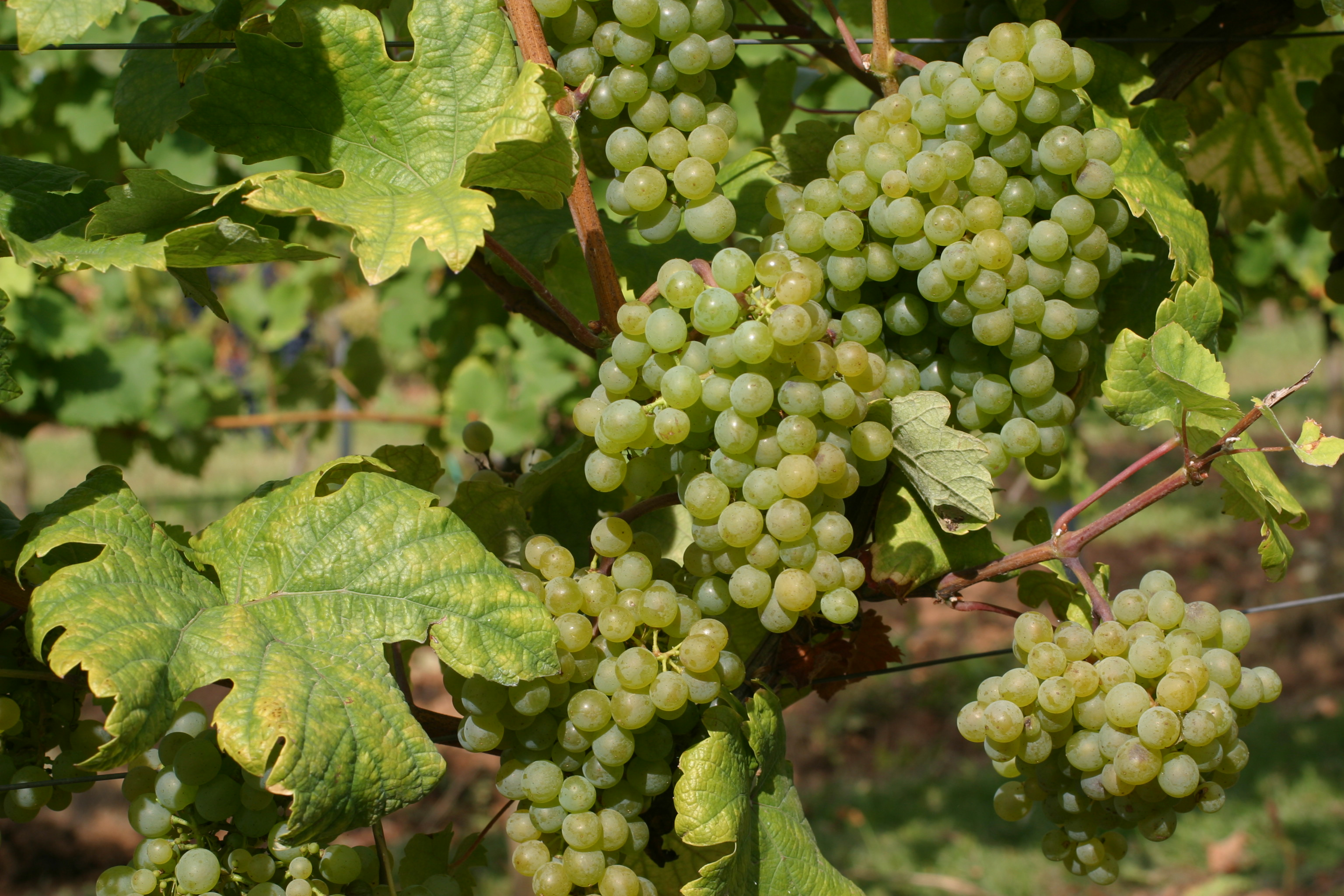
Grüner Veltliner

Grüner Veltliner (vɛltˈliːnɐ oder fɛltˈliːnɐ) oder Weißgipfler ist eine Weißweinsorte. Sie ist die wichtigste und verbreitetste Rebsorte aus Österreich und wird im Ausland oft als österreichische Nationalsorte angesehen. Vor allem in Niederösterreich findet sie optimale Standortbedingungen.

## Herkunft
Der Grüne Veltliner ist die wichtigste autochthone Rebsorte aus Niederösterreich. Die vormals als „(Grüner) Muscateller“ bezeichnete Sorte ist in Niederösterreich bis zur Mitte des 16. Jahrhunderts zurück nachzuweisen (Es kann hier allerdings nicht zweifelsfrei geklärt werden, ob es sich um „Grünen, Weißen oder Roten Muscateller“ handelte). Gesichert ist die Nachweisbarkeit ab dem 18. Jahrhundert, wie z. B. bei Sebastian Georg Helbling von Hirzenfeld. Als ursprüngliches Herkunftsgebiet kann das Gebiet zwischen Wien, Ödenburg und Pressburg angenommen werden, das auch als Wiege der autochthonen österreichischen Rebsorten bezeichnet werden kann. Der Deutsche Ampelograph Johann Philipp Bronner bezeichnete den Grünen Veltliner am Beginn des 19. Jhd. daher auch als „Kind des Donauufers“. Aufgrund der hervorragenden Eigenschaften dieser Sorte wollte er sie in Deutschland einführen, wo sie aber keine zufriedenstellenden Ergebnisse erzielte. Der österreichische Ampelograph Johann Burger (Agronom) bezeichnete den Grünen Veltliner 1837 aufgrund seiner Beliebtheit und Verbreitung auch als Plinia austriaca.
Die starke Verbreitung der Rebsorte Grüner Veltliner im späteren 18. und 19. Jahrhundert ging vor allem, aufgrund der guten Anbaueigenschaften, von den Winzern selbst aus. Die bessere Traubenfäulnistoleranz gegenüber Heunisch und die gute Ertragsfähigkeit trugen zur Beliebtheit bei. Die Fachleute dieser Zeit hatten aufgrund der guten Ertragsleistung Qualitätsbedenken. Zur Vorsicht rieten sie auch bei Rebsortenumstellungen, da sich der Konsument an den klassischen österreichischen Weingeruch und -geschmack gewöhnt hätte. Gegenüber einem Gemischten Satz von Heunisch (Rebsorte), vielen weiteren Sorten und einem aroma- und qualitätsfördernden Anteil an Riesling (wie bei den Gebirgsweinen Gumpoldskirchner, Nussberger, Klosterneuburger, Bisamberger, Retzer/Pulkauer, Falkensteiner des 18. und 19. Jahrhunderts) konnte der Grüner Veltliner jedoch die Zweifel zerstreuen, da er gute und konstantere Ertragsleistung mit leicht fruchtiger, würziger Aromatik vereinte und die Preise beim Fassweinverkauf auf gutem Niveau hielt. Aussagen des Önologen Franz Josef Schams bekräftigen 1835 diese Tatsache: Für Südmähren/nördl. Weinviertel konstatierte er eine „regelrechte Sucht“ der Winzer nach dieser Sorte. Über die Winzer aus St. Georgen/Pressburg schreibt er: „Nur für diese Traube hat der Winzer Sinn und Liebe und verjagt alle anderen Edelsorten aus seinen Pflanzungen!“ – ungeachtet einer städtischen Verordnung von 1804, die die Vermehrung des Grünen Veltliners zu verhindern versuchte. Bereits etwa 1825 folgte in Pressburg eine Verordnung, die bestimmte, dass kein Weinbauer heiraten durfte, der nicht nachweisen konnte, dass er ein Viertel (Flächenmaß) Grünen Veltliner ausgesetzt habe. Es scheint so, als wäre der Aufstieg des Grünen Veltliners eng mit dem Ende der Leibeigenschaft der Bauern und der Zeit der Entstehung der Kellergasse verbunden.

## Abstammung
Natürliche Kreuzung von Traminer × St. Georgen.
Der zweite Elternteil wird von der HBLA Klosterneuburg nach dem Auffindungsort St. Georgen am Leithagebirge als St. Georgen bezeichnet. Lokal dürfte die Traube als Weißer Muskateller bezeichnet worden sein, wie sie Sebastian Georg Helbling von Hirzenfeld 1777 beschrieben hat. Die Mutter-Rebe, die ein Alter von ungefähr 400 Jahren aufweist, wurde im Februar 2011 durch Vandalismus stark beschädigt, sodass befürchtet wurde, dass sie nicht mehr austreiben würde. Durch umfassende Pflege ist es gelungen, bis Mai 2011 mehrere Austriebe heranzuziehen. Im Juni 2012 wurde eine Auspflanzung von 400 Reben durchgeführt, bei der 2014 die ersten Trauben geerntet werden konnten und 2015 die Jungfernlese durchgeführt wurde.
Der Grüne Veltliner ist nicht verwandt mit dem Frühroten Veltliner und Roten Veltliner.
Den Namen Veltliner hat der Grüne Veltliner vom Roten Veltliner übertragen bekommen. Dies geschah vor allem durch die deutschen Ampelographen Johann Christian Metzger und Lambert Joseph von Babo, die den Grünen Weißgipfler in ihrer systematischen Taxonomie beim Roten Veltliner einordneten. Der Österreicher Johann Burger (Agronom) übernahm 1837 in seiner Ampelographie für den Roten Veltliner den Namen Veltliner. Damit war es nicht mehr weit, bis auch der „Grüne Muscateller“ den Namen Grüner Veltliner übernahm. Das erste Mal geschah dies vom steirischen Ampelographen Franz Xaver Trummer 1855. In Niederösterreich scheint 1860/1863 im Pflanzplan der Höhere Bundeslehranstalt und Bundesamt für Wein- und Obstbau (Weinbauschule Klosterneuburg) das erste Mal der Name Grüner Veltliner auf.
Der Rebsortenname Veltliner wurde das erste Mal von Johann Bauhin in seiner Historia plantarum um 1600 herum festgehalten. Diese Bezeichnung galt jedoch der heutigen Rebsorte Roter Zierfandler, die Bauhin im Süddeutschen Raum/Württemberg als Vites Rhaeticas bzw. Veltliner bezeichnete. Später übertrug sich der Name Veltliner im Württembergischen Raum auf den heutigen Roter Veltliner, der zuvor als Roter Muscateller bezeichnet wurde.

## Ampelografische Merkmale
- Die Triebspitze ist stark weißwollig behaart.
- Das Blatt ist mittelgroß, fünflappig und tief gebuchtet.
- Die Traube sehr groß, dichtbeerig, kegelförmig, geschultert, mit großen Beeren.

Reife: mittelspät

## Eigenschaften, Ansprüche
- Die Rebstöcke besitzen einen mittelstarken bis starken Triebwuchs.
- Benötigt frühe bis mittelfrühe Lagen und bevorzugt mittelschwere bis leichte, aber nicht zu trockene Böden. Lössböden sind sehr gut geeignet.
- Auf zu schweren und kalkreichen Böden bekommt die Sorte leicht Chlorose.

## Ertrag
Die Sorte liefert bei guten Boden- und Lagegegebenheiten regelmäßig hohe Erträge. Die sehr fruchtbare Sorte bedarf einer entsprechenden Ertragsregulierung, wenn bestimmte Qualitätsstufen erreicht werden sollen.

## Verbreitung

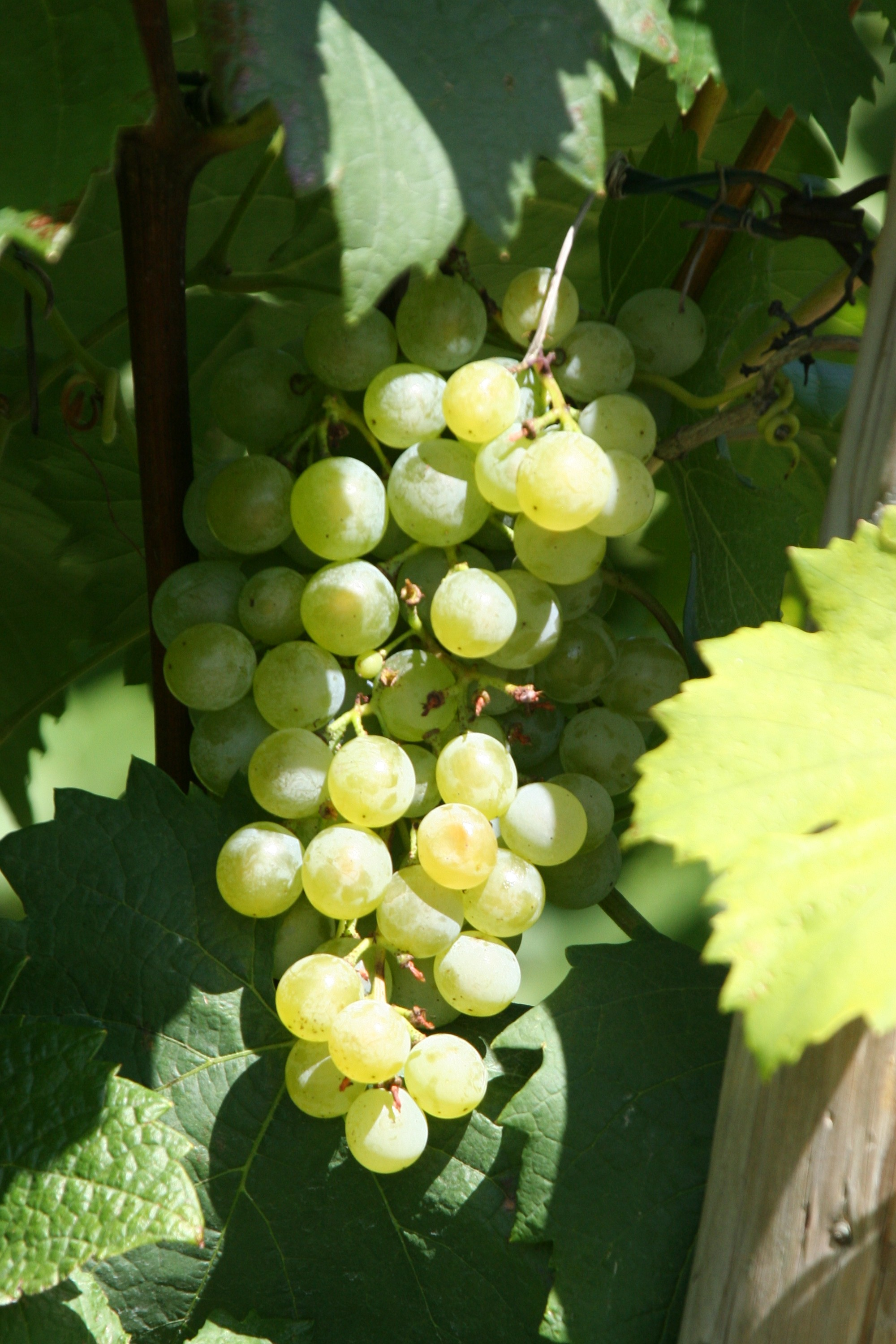
Grüner Veltliner

Die in Österreich, insbesondere in Niederösterreich, am weitesten verbreitete Traube wird außerhalb ihrer Heimat wenig angebaut, abgesehen von einigen kleineren mitteleuropäischen Regionen, etwa in Tschechien in der Slowakei oder Ungarn. Sie gedeiht besonders gut auf Lössböden wie im nördlichen Weinviertel, wo die Rebe in Boden und Klima optimale Voraussetzungen findet, ebenso in der Wachau, im Kamptal, Kremstal und am Wagram. Im 20. Jahrhundert wiederentdeckt, ist sie heute die Sorte in Österreich, wo sie im Jahr 2015 eine Fläche von 14.375 ha erreicht hat (47,1 % der bewirtschafteten Weißweinanbaufläche). Sie nimmt mit deutlichen Abstand vor der Sorte Welschriesling den ersten Platz ein.
Die Rebflächen in Österreich verteilten sich im Jahr 2015 wie folgt auf die einzelnen Anbaugebiete:
| Weinbaugebiet         | Rebfläche in ha |
| --------------------- | --------------- |
| Carnuntum             | 192,50          |
| Eisenberg             | 28,32           |
| Kamptal               | 1.982,08        |
| Kremstal              | 1.302,98        |
| Leithaberg            | 519,77          |
| Mittelburgenland      | 86,27           |
| Neusiedler See        | 696,20          |
| Südsteiermark         | 0,86            |
| Thermenregion         | 178,99          |
| Traisental            | 477,42          |
| Vulkanland Steiermark | 2,77            |
| Wachau                | 765,53          |
| Wagram                | 1.330,29        |
| Weinviertel           | 6.671,68        |
| Weststeiermark        | 0,00            |
| Wien                  | 137,20          |
| Summe Österreich 2015 | 14.372,86       |

Die weltweite Anbaufläche der Sorte Grüner Veltliner betrug 2010 18.849 ha. In Deutschland gibt es seit Beginn des 20. Jahrhunderts diverse Versuche, diese Sorte, die bis in die 1930er Jahre in vielen Gemischten Sätzen zu finden war, wieder heimisch werden zu lassen, so unter anderem in der Pfalz, in Rheinhessen und im Rheingau, aber auch in Württemberg, an der Nahe und in Sachsen. Die in Deutschland mit Grünem Veltliner bestockte Rebfläche lag nach Angaben des Statistischen Bundesamtes im Jahr 2016 bei 24 ha. In Südtirol konzentriert sich der Anbau auf das Eisacktal, wo in warmen Lagen zwischen 500 und 650 Meter ü. d. M., bevorzugt auf Schotterböden, 27 Hektar Rebfläche mit Grüner Veltliner bestockt sind (Stand 2018). Kleinste Bestände sind zudem in der Schweiz bekannt (0,84 ha, Stand 2014).
Auch in Übersee ist der Grüne Veltliner zu finden, etwa in Australien und vor allem in Neuseeland. Derzeit sind etwa 40 ha ausgepflanzt. In den USA gibt es in verschiedenen Bundesstaaten rund ein knappes Dutzend Grüner Veltliner-Produzenten. Weitere Anbauversuche werden derzeit in Indien unternommen.

## Wein
Ihre Weine bestechen durch ihr intensives Bouquet und durch ihre Frische. Typisch können angenehme Aromen nach weißem Pfeffer oder auch Tabak ausgemacht werden, hervorragend ist aber meist die intensivere Nase und der Geschmack nach Citrus und Frucht (Pfirsich). Ein guter Grüner Veltliner besticht durch seine Frische am Gaumen und ist, entgegen landläufiger Meinung, die auf vielen eher mäßigen Grünen Veltlinern beruht, entsprechend lagerfähig. Dazu der bekannte Wiener Weinkritiker Viktor Siegl: „Wie die Rebsorte generell, wurde auch lange Zeit die Lagerfähigkeit des Veltliners im Speziellen unterschätzt.“ Bei Verkostungen älterer Weine beeindrucken hochwertige Grüne Veltliner immer wieder durch ihre erstaunliche Frische.
Der erste DAC-Wein, namentlich der Weinviertel DAC, der mit dem Weinjahrgang 2002 eingeführt wurde, war ein Grüner Veltliner. In weiterer Folge wurden DAC-Appellationen mit Grünem Veltliner für die österreichischen Weinbaugebiete Traisental, Kremstal, Kamptal, Leithaberg, Carnuntum, Wachau und Wagram geschaffen.

## Synonyme
Für die Sortenkennzeichnung sind lt. Qualitätssortenliste in Österreich nur Grüner Veltliner und Weißgipfler zulässig.
Es sind insgesamt 75 Synonyme für die Rebsorte bekannt:
Bielospicak, Cima Bianca, Cimaverde, Dreimaenner, Feherhegyue, Feldlinger, Green Veltliner, Gruen Muskateller, Gruene Manhardsrebe, Gruener, Gruener Muskateler, Gruener Muskateller, Gruener Velteliner, Gruener Veltliner, Gruener Weissgipfler, Gruenmuskateller, Manhardsrebe, Manhardtraube, Manhartsrebe, Mouhardrebe, Mouhardsrebe, Muskatel, Muskatel Zeleny, Plinia Austriaca, Ranfol Bianco, Ranfol Bijeli, Ranfol Weisser, Rdeci Veltinec, Reifler Weiss, Ryvola Bila, Tarant Bily, Valtelin Blanc, Valtelina Vert, Valteliner, Valteliner Blanc, Valteliner Vert, Velteliner Gruener, Velteliner Gruner, Velteliner Vert, Velteliner Weisser, Veltelini Zoeld, Veltlin Zeleny, Veltlinac Zeleni, Veltlinec, Veltliner, Veltliner Blanc, Veltliner Grun, Veltliner Gruner, Veltliner Verde, Veltlini, Veltlinske Zelene, Veltlinski Zelenii, Veltlinsky Vert, Veltlinsky Zeleny, Vetlinac, Vetlinac Zeleni, Weisser, Weisser Raifler, Weisser Reifler, Weisser Valteliner, Weisser Velteliner, Weisser Veltliner, Weissgipfler, Weissgipfler Gruener, Yesil Veltliner, Zeleni Veltlinec, Zeleni Vetlinac, Zeleny Muskatel, Zleni Veltinac, Zoeld Muskotaly, Zoeld Muskotalynak, Zoeld Veltelini, Zoeld Velteliny, Zoeldveltelini, Zold Veltelini.
Der Sortenname wird manchmal auch in abgekürzter Form wie GrüVe, GruVe oder GV (sprich GeVau) verwendet.

## Filme
- Eingeschenkt – Weinland Österreich. Weinviertel – Wo das Pfefferl wächst. Dokumentarfilm, Österreich, 2012, 24:30 Min., Buch und Regie: Claudia Pöchlauer, Produktion: Interspot Film, ORF, Reihe: Eingeschenkt – Weinland Österreich, Erstsendung: 2. Dezember 2012 bei ORF 2, Inhaltsangabe von ORF.

- Wo das Pfefferl wächst. Dokumentarfilm, Österreich, 2005, 10:30 Min., Buch und Regie: Ernst A. Grandits, Produktion: ORF, Inhaltsangabe von ARD.